# Буроло
Буроло (італ. Burolo, п'єм. Bureul) — муніципалітет в Італії, у регіоні П'ємонт,  метрополійне місто Турин.
Буроло розташоване на відстані близько 550 км на північний захід від Рима, 50 км на північ від Турина.
Населення — 1202 особи (2014).
Щорічний фестиваль відбувається 29 червня. Покровитель — Петро (апостол).

## Демографія
Населення за роками:

Станом на 1 січня 2023 року в муніципалітеті офіційно проживали 63 іноземці з 15 країн, серед них 35 громадян країн Євросоюзу.

## Сусідні муніципалітети
- Болленго
- Кашинетте-д'Івреа
- К'яверано
- Івреа
- Торраццо